# Taralea phaeophylla
Taralea phaeophylla är en ärtväxtart som först beskrevs av Julian Alfred Steyermark, och fick sitt nu gällande namn av Haroldo Cavalcante de Lima. Taralea phaeophylla ingår i släktet Taralea och familjen ärtväxter. Inga underarter finns listade i Catalogue of Life.